# Véronique Fagot
Véronique Fagot (Saumur, 1960) è una modella francese, vincitrice del titolo di Miss Poitou 1976 e Miss Francia 1977.
Dopo la vittoria del titolo partecipò a Miss Universo 1977 ed a Miss Mondo, riuscendo ad arrivare sino alle semi finali. In seguito la Fagot abbandonò il mondo dello spettacolo. Attualmente lavora in un ospedale e vive a Nantes.